# Olga Alexandrowna Slawnikowa

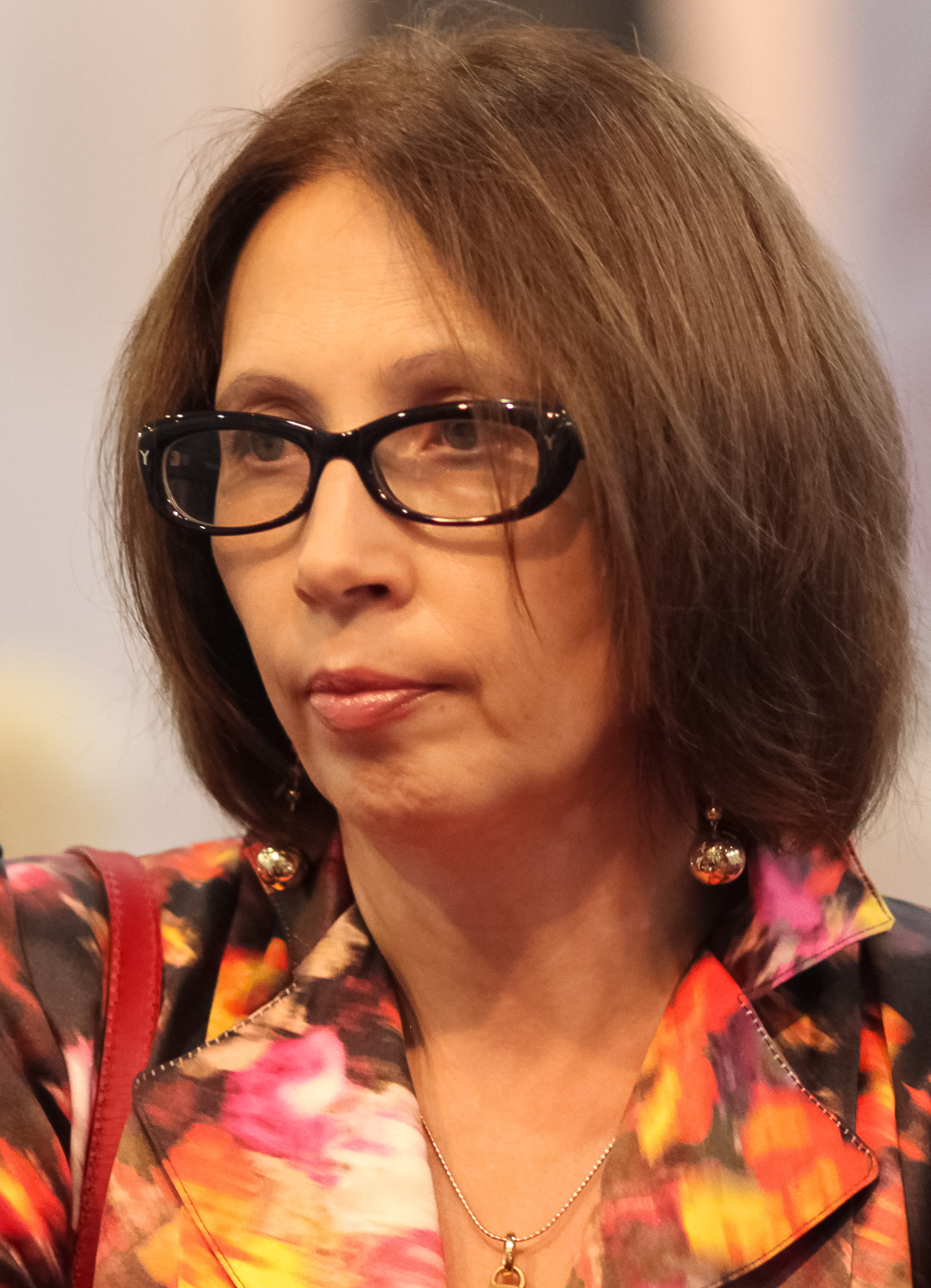
Olga Slawnikowa, 2011

Olga Alexandrowna Slawnikowa (russisch Ольга Александровна Славникова, wiss. Transliteration Ol'ga Aleksandrovna Slavnikova; * 23. Oktober 1957 in Swerdlowsk) ist eine russische Schriftstellerin und Journalistin.

## Leben
Slawnikowa wuchs in Swerdlowsk (heute Jekaterinburg) auf. Von 1976 bis 1981 studierte sie Journalistik an der Staatlichen Urals-Universität. Sie arbeitete als Redakteurin der Zeitschrift "Ural", wo sie ihre ersten Erzählungen veröffentlichte. Seit 2003 lebt sie mit ihrer Familie in Moskau. 2006 wurde sie für ihren Roman 2017 mit dem Russischen Booker-Preis ausgezeichnet. 2017 erzählt eine Liebesgeschichte im Ural-Gebirge inmitten einer neuen Revolution, 100 Jahre nach der Oktoberrevolution. Slawnikowa stammt selbst aus dem Ural an der asiatisch-europäischen Grenze. Ihre Liebesgeschichte ist gemäß der Russischen Booker-Preis-Jury „ein wirklicher Roman, also nicht nur ein kleiner Ausschnitt des Lebens wie eine Erzählung, sondern das Leben als Ganzes“. Kritiker verglichen das Buch mit den Werken von Vladimir Nabokov.

## Werke
- 1988 – Die Erstsemesterin (Первокурсница / Perwokursniza)
- 1996 – Eine Libelle in Hundegrösse (Стрекоза, увеличенная до размеров собаки / Strekosa, uwelitschennaja do razmerow sobaki; für den Russischen Booker-Preis nominiert)
- 1999 – Allein im Spiegel (Один в зеркале / Odin w serkale)
- 2001 – Der Unsterbliche (Бессмертный / Bessmertny)
- 2006 – 2017 (dt. 2017. Übers. Christiane Körner; Olga Radetzkaja. Matthes & Seitz, Berlin 2016 ISBN 978-3-95757-322-3)
- 2007 – Walzer mit einem Ungeheuer (Вальс с чудовищем / Wals s tschudowischtschem)
- 2008 – Eine Liebe im siebten Wagon (Любовь в седьмом вагоне / Ljubow w sedmom wagone)
- 2010 – Leichter Kopf (Легкая голова / Ljogkaja golowa)
- 2018 – Weitsprung (Прыжок в длину / Pryshok w dlinu)

## Auszeichnungen
Für ihren Roman 2017 wurde Slawnikowa 2006 mit dem Russischen Booker-Preis ausgezeichnet. Mit der Ehrung verbunden war ein Preisgeld in Höhe von 20.000 US-Dollar.